# Barrage de Kadıköy
Le barrage de Kadıköy est un barrage en Turquie. La rivière de Davent, rivière de Derbent ou rivière Söğütlük (Söğütlük Deresi, « rivière de la saulaie »). Ses eaux vont rejoindre la rivière Meriç (Maritsa/Évros) qui fait la frontière avec la Grèce.